# Moeraskokermot
De moeraskokermot (Coleophora hydrolapathella) is een vlinder uit de familie kokermotten (Coleophoridae). De wetenschappelijke naam is voor het eerst geldig gepubliceerd in 1921 door Hering.
De soort komt voor in Europa.